# День незалежності (Бангладеш)

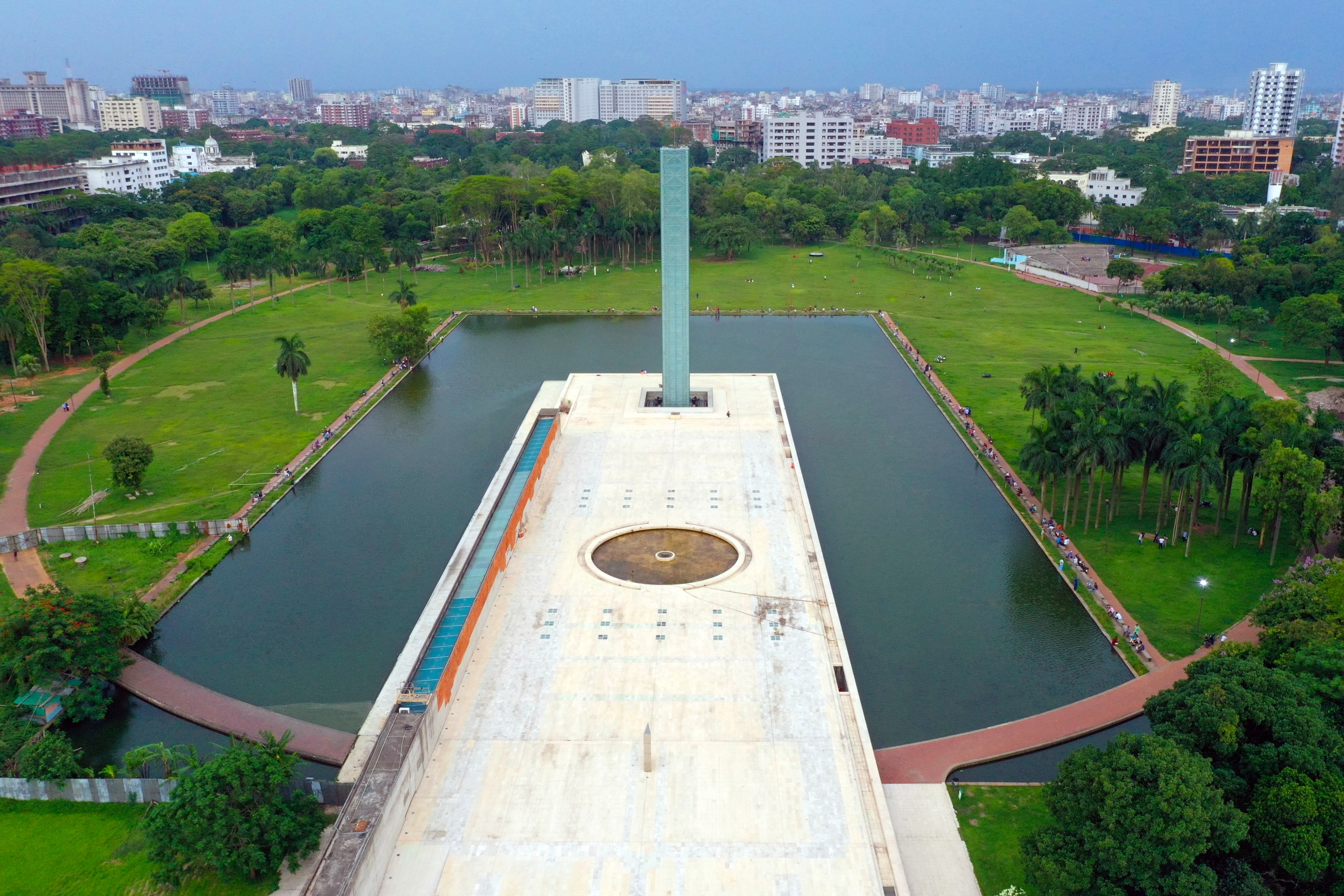
Монумент Незалежності в Рамні, Дакка

День незалежності (бенг. স্বাধীনতা ও জাতীয় দিবস, Sbādhīnôtā Ō Jātīẏô Dibôs) відзначається 26 березня як національне свято в Бангладеш. В цей день було проголошено незалежність країни від Пакистану 26 березня 1971 року.

## Історія 26 березня
На загальних виборах у Пакистані 1970 року під час правління військового уряду президента Ях'ї Хана найбільша політична партія Ліга Авамі на чолі з Муджибуром Рахманом отримала явну більшість у Східному Пакистані, а також у провінційних зборах. Зульфікар Алі Бхутто вступив у змову з Ях'я-ханом і змінив свою позицію, відмовившись передати владу шейху Муджибу. Між двома сторонами почалися переговори, однак правляче керівництво Західного Пакистану не довіряло шейху Муджибу. Коли стало очевидно, що обіцянки, дані урядом Західного Пакистану, не будуть дотримані, багато східно-пакистанських бангла-мовних мусульман та індуїстів почали жваву боротьбу за незалежність. 7 березня 1971 року Шейх Муджиб виголосив знамениту промову на іподромі Рамна, в якій закликав до руху за відмову від співпраці.
Влада, переважно із західного пакистанського персоналу, затримала офіцерів бенгальських збройних сил, сержантського та рядового складу. Вимушені зникнення набули масового характеру. 25-го вечора пакистанська армія розпочала операцію Прожектор, остаточно давши зрозуміти, що Західний Пакистан не готовий до передачі політичної влади Лізі Авамі на чолі з шейхом Муджібуром Рахманом.
Незалежність Бангладеш була проголошена 26 березня 1971 року (після 12 години ночі, 25 березня) під час першої варти шейхом Муджибуром Рахманом. Потім цей текст було зачитано майором Зіауром Рахманом від імені шейха на радіостанції 27 березня 1971 року. Потім народ Бангладешу взяв участь у дев’ятимісячній партизанській війні проти пакистанської армії та їхніх колабораціоністів, включаючи воєнізоване формування Разакар. Це призвело до загибелі близько 3 мільйонів бангладешців у війні за незалежність Бангладеш і геноциді в Бангладеш. 16 грудня 1971 року Мукті-бахіні, згодом за військової підтримки Індії, завдали поразки пакистанській армії, що призвело до завершення війни та капітуляції Пакистану.

## Святкування

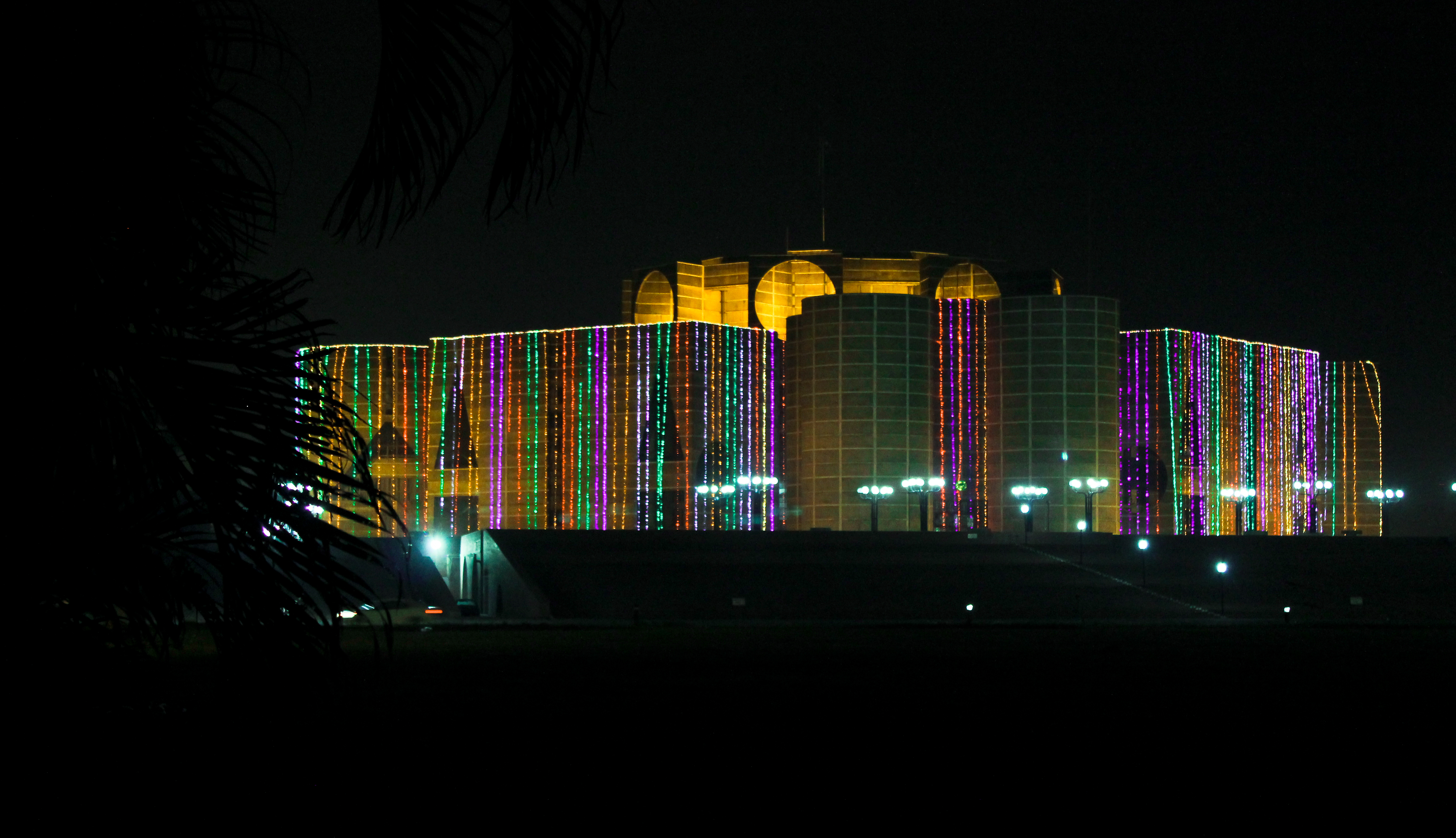
Будівля національного парламенту в Дакці підсвічується під час святкування

День незалежності зазвичай асоціюється з парадами, політичними промовами, ярмарками, концертами, церемоніями та різними іншими публічними та приватними заходами, присвяченими історії та традиціям Бангладеш. На теле- та радіостанціях до Дня Незалежності транслювали спеціальні програми та патріотичні пісні. Вранці може бути проведений тридцять один гарматний салют. Головні вулиці прикрашені національними прапорами. Різні політичні партії та соціально-економічні організації проводять програми, щоб відзначити цей день належним чином, включаючи вшанування Національного меморіалу мучеників у Саварі поблизу Дакки.
Google показав дудл на честь Дня незалежності Бангладеш 26 березня 2017 року на своєму домені bd. Того ж року святкування були організовані в Тріпурі, Індія, заступником верховного комісара Бангладеш, який знаходиться там.
У 2021 році Бангладеш відзначив золотий ювілей незалежності від Пакистану.